# Orjaški krešič
Orjaški krešič ali povžarca ali krešič orjak (znanstveno ime Carabus gigas) je plenilska vrsta hrošča iz družine krešičev, ki je razširjena tudi v Sloveniji. Poleg jamskih hroščev in alpskega kozlička je edina vrsta hrošča, za katero je bil podan predlog za zaščito v Spomenici Odseka za varstvo prirode in prirodnih spomenikov, prvem nacionalnem programu za varstvo narave v Sloveniji.

## Opis
Orjaški krešič je največja evropska vrsta krešičev, saj v dolžino doseže med 40 in 70 mm, živi pa lahko tudi več kot tri leta. Zgornja stran hrošča je črna in bleščeča, elitre so ovalne, močno konveksne oblike in posejane z drobnimi vdolbinami. 

## Razširjenost
Vrsta je endemična v Evropi in se pojavlja v osrednji in jugovzhodni Evropi. Gre za endemita Balkanskega polotoka, razširjenega od SV Italije pa vse do centralne Grčije. Doslej je bil orjaški krešič najden v Albaniji, Avstriji, Bosni in Hercegovini, Bolgariji, Hrvaški, celinski Grčiji, celinski Italiji, Severni Makedoniji, Romuniji, Srbiji in Sloveniji, kjer je uvrščen na seznam zavarovanih živalskih vrst.
Orjaški krešič živi v vlažnih montanskih območjih, kjer lovi polže, ki so njegova glavna hrana. Zaradi izrazite odvisnosti od polžev je pogostejši na apnenčastih tleh. V nevarnosti rahlo privzdigne zadek in vsiljivca poškropi s smrdečo in jedko tekočino. Četudi živi v montanskih območjih, sicer ne gre zelo visoko - nad 1.500 m n. v. ga skorajda ni; izjema je nekaj najdb v Bolgariji, kjer je bila vrsta najdena našli tudi na skoraj 2000 m.

## Podvrste
- Carabus g. duponcheli, Dejean, 1831 (Južna Grčija)
- Carabus g. parnassicus, Kraatz, 1884 (Grčija, Severna Makedonija, južna Albanija)

## Galerija
- Ilustracija  Carabus gigas iz knjige "Naturgeschichte der Käfer Europas" (1876), Table 1, Picture 13 (Carl Gustav Calwer in Gustav Jäger).